# Grafton, Iowa
Grafton là một thành phố thuộc quận Worth, tiểu bang Iowa, Hoa Kỳ. Năm 2010, dân số của thành phố này là 252 người.

## Dân số
Dân số qua các năm:
- Năm 2000: 290 người.
- Năm 2010: 252 người.